# Schrägaufzug von Hay

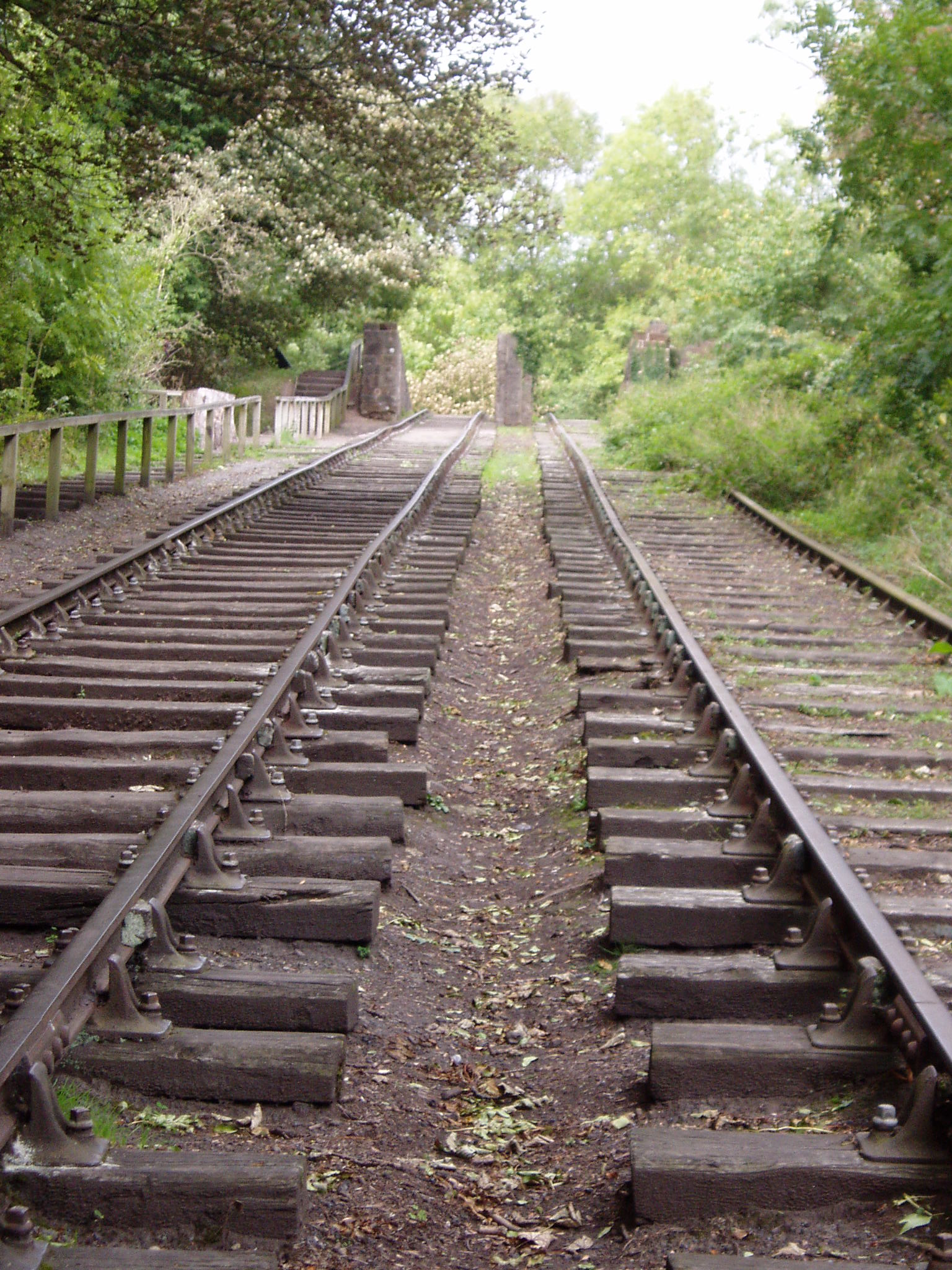

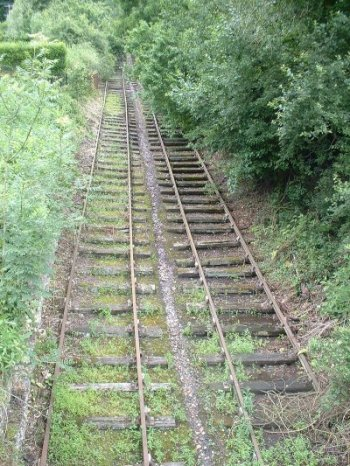

Der Schrägaufzug von Hay war ein Schiffshebewerk in der Ironbridge-Schlucht in Shropshire, England.

## Geschichte
Der Aufzug verband ein kurzes Stück des Shropshire-Union-Kanals mit dem Fluss Severn und dem daran gelegenen Industriegebiet von Blists Hill. 
Der Schrägaufzug war von 1792 bis 1894 in Betrieb. Überreste der Anlage können heute als Teil des Freilichtmuseums Blists Hill Victorian Town besichtigt werden. Ein Modell ist im Museum of the Gorge in Ironbridge als Diorama zu sehen.
Beim Schrägaufzug von Hay handelte es sich um eine doppelgleisige Anlage mit Trockenförderung. Die Tub-Boote wurden mittels Transportwagen aus dem Wasser gezogen und nach Überwindung des Höhenunterschiedes von 63 m (207 ft) wieder im Wasser abgesetzt. Es wurden immer zwei Boote, ein bergauf- und ein bergabfahrendes, mit Seilen verbunden, so dass sie sich gegenseitig zogen. Eine Kraftunterstützung erfolgte durch eine Dampfmaschine.
Koordinaten: 52° 37′ 17,7″ N, 2° 27′ 7,6″ W